# Canale Bogina
Le canale Bogina est un antique canal d’assainissement qui se trouve dans la Province de Mantoue, région lombarde de l’Italie du nord.

## Géographie
le canal est une prolongation du canale Navarolo qui débute à Commessaggio, qui traverse les localités de Squarzanella et San Matteo avant de se jeter dans le fleuve Oglio.

## Histoire
Le creusement du canal Bogina débuta avant 1498, pour défendre le viadenese, zone de la commune de Viadana de la province de Mantoue comprise dans  un méandre du Pô. Les premières actions entreprises par les populations locales pour faire front aux fréquentes et parfois dévastatrices inondations des fleuves Pô et Oglio et des zones présentes aux bords de ceux-ci, furent les endiguements des deux fleuves.
Déjà à partir des Étrusques, une œuvre de bonification fut perpétuée au cours des siècles jusqu'au milieu du siècle dernier, et porte sur la canalisation des eaux internes et l’assainissement des zones marécageuses comprises dans les méandres des fleuves Pô et Oglio.

## Hydrographie
La zone la plus sensible aux inondations se situe dans le méandre du Pô délimité par sa confluence avec le fleuve Oglio à l’est et Casalmaggiore à l’ouest. Cette zone est aussi sensibilisée par la confluence du fleuve Enza qui se situe sur la rive opposée et qui descend des Apennins. Dans la zone située juste sur la rive opposée du Pô, à Brescello en face de Viadana fut tournée la série des Don Camillo.
Le canal Bogina constitue le trait terminal du canale Navarolo, à partir de la Commune de Commessaggio pour se terminer dans Oglio en correspondance de la vanne posée dans la fraction de Bocca Chiavica, après un parcours de plus de 6 km. Il se trouve dans une zone dont l’altimétrie est la plus basse des provinces de Mantoue et de Crémone, dont la compétence sur les problèmes hydrauliques est confiée au consortium de bonification du Navarolo.
Le canal qui débute à Commessaggio, descend au sud jusqu’à Squarzanella puis rejoint la commune de San Matteo di Chiaviche où le colossal complexe de pompage de l’eau déverse l’Oglio, pivot de liaison entre les digues de l’Oglio et du Pô

## Tourisme
La première ville traversée est Commessaggio, d’origine très ancienne où l’on accède en traversant le canale Navarolo sur le pont de barques encore intact et admirer la tour bâtie en 1583 par la famille Gonzaga. Les restes d’édifices sur pilotis, de tombes et d’objets datés de l’âge du bronze témoigne de l’ancienneté du lieu.

## Faune et flore
Le canal Bogina qui traverse le Parc Oglio Sud, accueille sur ses rives des étendues de végétations typiques des marécages, détail qui tranche dans le monotone paysage agricole de la plaine.
L’extraordinaire continuité naturelle de ces écosystèmes, représentée par une succession d'aires naturelles ininterrompues ni par les cultures ni par les routes, définit le canal Bogina comme un « couloir écologique », c'est-à-dire un ensemble d'espaces naturels reliés entre eux et avec le fleuve, là où sont créées des situations très favorables pour la faune sauvage, son alimentation et sa reproduction.
Sur les remblais sont présentes en mode discontinue des haies à dominance de Cornus sanguinea, Clematis vitalba et Rubus ulmifolius, avec la présence de Rosa canina et Prunus spinosa. 
Là où l'humidité est moindre, on note la présence de nombreuses essences d’arbres les plus représentatifs des forêts humides typiques de la Plaine du Pô ; bosquets de saules (Salix alba), peuplier (Populus euroamericana), orme (Ulmus minor), aune noir (Alnus glutineuse) et de chêne (Quercus robur). 
En période estivale les étangs sont recouverts d'une épaisse couverture de plantes aquatiques, Salvinia natane, les nénuphars (Nymphoides peltata, Nuphar luteum et Nimphea aube).